# モバイルクリエイト
モバイルクリエイト株式会社（英: Mobile Create Co., Ltd.）は、大分県大分市に本社を置き、GPS・インターネット・携帯電話パケット通信網等のインフラを利用した移動体管理システムの通信・アプリケーションサービスの提供を行う日本の企業である。
FIG株式会社の完全子会社。

## 事業
- FOMAネットワークを利用したVoIPによる音声通話が利用できる自動配車システムを開発。第一交通産業等が導入している[3]ほか、NTTドコモからもサービスの提供が行われている[4]。また、スマホアプリも提供している[5]。
- タクシーへの電子マネー決済端末の提供を行っている[6][7]。
- 沖縄本島内の路線バスの総合案内サイトバスなび沖縄を運営している[8]。また、沖縄本島内の路線バスとモノレール共通で使えるIC乗車券「OKICA」を開発した[9][10]。

## 沿革
- 2002年12月27日 - 大分市東春日町に設立[11]。
- 2005年3月 - 大分市生石に本社移転[11]。
- 2006年12月 - 大分市御幸町4組に本社移転[11]。
- 2012年
  - 8月 - 大分市賀来北二丁目に本社移転[11]。
  - 12月19日 - 東京証券取引所マザーズ、福岡証券取引所Q-Board市場へ株式上場。
- 2013年12月26日 - 東京証券取引所1部、福岡証券取引所本則市場へ株式上場。東証1部への上場は大分県内で3社目[12]。
- 2014年
  - 10月 - 関西営業所開設。子会社　株式会社トランを設立
  - 12月 - 東北営業所開設
- 2015年1月27日 - ジャスダック上場の株式会社石井工作研究所を持分法適用関連会社化[13][14]。
- 2016年3月22日 - 株式会社石井工作研究所 (後工程向け半導体製造装置メーカー)を株式公開買付けにより、実質支配力基準で連結子会社とする[15][16]。
- 2017年5月22日 - 大分市東大道2丁目5番60号に本社移転
- 2018年
  - 6月27日 - 東京証券取引所1部並びに福岡証券取引所本則市場の上場廃止[17]。
  - 7月2日 - モバイルクリエイトと石井工作研究所の共同株式移転の方法により設立された株式会社FIGの子会社となる。同時にFIGがモバイルクリエイトと石井工作研究所に代わり、東京証券取引所1部並びに福岡証券取引所本則市場へ上場。
- 2021年
  - 5月 - 株式会社インフォウェイブを連結子会社化